# Бурукан (Хабаровский край)
Бурука́н — упразднённая метеостанция (тип населённого пункта) в Тугуро-Чумиканском районе Хабаровского края России. Исключена из учётных данных в 2024 году.

## География и климат

Роза ветров метеостанции Бурукан, %

Населённый пункт расположен на межселенной территории Тугуро-Чумиканского района, в 190 км к югу по прямой от райцентра — села Чумикан.
| С  | СВ | В  | ЮВ | Ю  | ЮЗ | З | СЗ | Ш  |
| -- | -- | -- | -- | -- | -- | - | -- | -- |
| 43 | 12 | 11 | 4  | 13 | 2  | 5 | 10 | 51 |

Средняя максимальная температура воздуха наиболее жаркого месяца — +24,1°С. Средняя температура воздуха наиболее холодного месяца — −28,1°С. Был «полюсом холода» 27 декабря 2012 года, когда здесь была зафиксирована температура −52 °C.

## История
Населённый пункт был основан для проживания группы работников одноименной метеостанции, основанной около 1935 года. 

## Население
| 2002 | 2010 | 2011 | 2012 | 2014 | 2015 | 2016 |
| ---- | ---- | ---- | ---- | ---- | ---- | ---- |
| 5    | →5   | →5   | ↘4   | →4   | ↗5   | ↘3   |
| 2017 | 2018 | 2019 | 2020 | 2021 |      |      |
| →3   | ↘1   | ↗2   | →2   | ↘0   |      |      |

Согласно результатам переписи 2002 года, в национальной структуре населения русские составляли 80 % от всех жителей Бурукана.

## Инфраструктура
Есть библиотека. Связь с прочими населёнными пунктами поддерживается посредством вертолёта.